# Breugelcollege

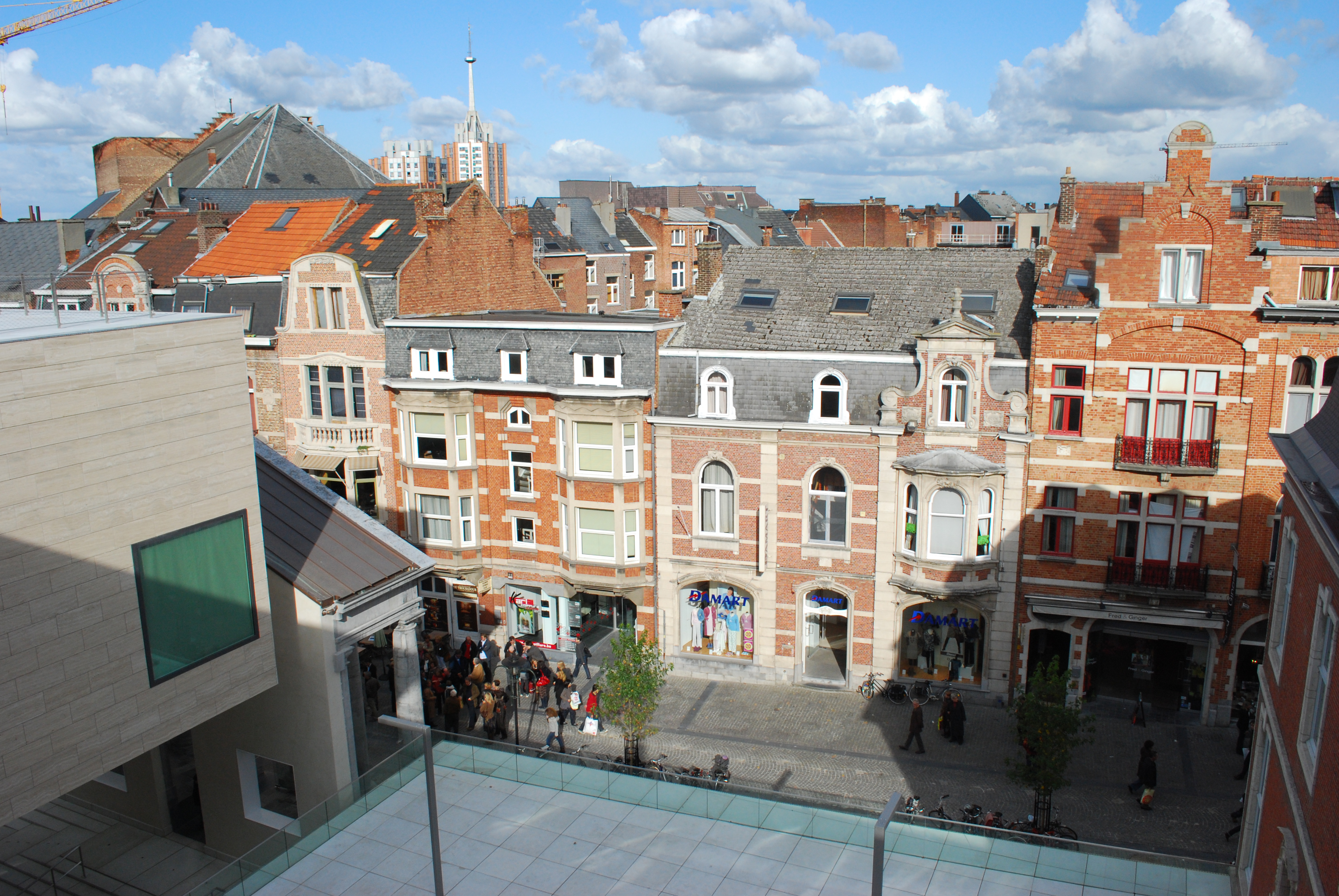
Aan de overzijde van het Museum M stond ooit het Breugelcollege

Het Breugelcollege (1577-1806) was een college van de universiteit Leuven, het enige voor studenten in de medicijnen. Het was gelegen in de Leopold Vanderkelenstraat, tegenover het huidige Museum M.

## Historiek
De Brabantse arts Pieter Breugel, geboren in 's-Hertogenbosch, was de stichter van het college in het jaar 1577. Of er een relatie is met de schildersfamilie is niet op te maken uit bronnenmateriaal. Hij studeerde medicijnen in Leuven en in Padua. In 1562 benoemde koning Filips II van Spanje hem tot hoogleraar in de geneeskunde aan de Leuvense universiteit. Bij zijn dood in 1577 schonk hij 4.200 florijnen om een college aan te kopen dat uitsluitend voor studenten medicijnen bestemd was. Het testament was 1 week voor zijn dood geschreven. In uitvoering van het testament van Pieter Breugel, werd een huis aangekocht in de Nieuwstraat. De Nieuwstraat was een straat met talrijke colleges en kloosters in Leuven. Het Breugelcollege bevond zich tegenover een uithoek van het uitgestrekte domein der Clarissen.
Eerst woonden er 4 studenten in het Breugelcollege, nadien 6 studenten. Het was het enige college in Leuven waar studenten medicijnen gehuisvest waren tijdens het ancien régime. 
In 1784 werd het college herbouwd op vraag van zijn collegevoorzitter Egide-Norbert le Mittre, ten tijde van de Oostenrijkse Nederlanden. Tien jaar later nochtans, in 1797 schafte het Frans bestuur het Breugelcollege af. Het gebouw werd publiek verkocht aan meerdere particulieren (1806). In de 19e eeuw droegen de huizen op deze plek nog de naam Breugelsteeg doch met de verwoestingen in de Eerste Wereldoorlog verdween dit alles. 